# Coenosia appendimembrana
Coenosia appendimembrana este o specie de muște din genul Coenosia, familia Muscidae, descrisă de Xue și Zhu în anul 2008.
Este endemică în Yunnan. Conform Catalogue of Life specia Coenosia appendimembrana nu are subspecii cunoscute.